# Levon (sang)
"Levon" er en sang af den britiske sangeren Elton John fra albummet Madman Across the Water (1971).

## Udgivelse og indspilning
Sangen blev indspillet den 27. februar 1971 på Trident Studios i London og blev udgivet som albummets første single i november 1971. Bernie Taupin, der skrev teksten af sangen blev inspireret af The Band-trommeslager og sanger Levon Helm at nævne titlen på sangen efter ham. Sangen nåede nummer 24 på Billboard Hot 100 og nummer seks i Canada.

## Sporliste
Alle sange er skrevet af Elton John og Bernie Taupin.
1. "Levon" – 5:22
2. "Goodbye" – 1:45